# Сарафаново (Свердловская область)
Сарафаново — село в Артёмовском муниципальном округе Свердловской области. Управляется Шогринским сельским советом.

## География
Село располагается на правом берегу реки Бобровка в 15 километрах на север от города Артёмовский.

### Часовой пояс
Сарафаново, как и вся Свердловская область, находится в часовой зоне МСК+2. Смещение применяемого времени относительно UTC составляет +5:00.

## История
В 1918 году открыта деревянная Иоанно-Богословская церковь, которая была закрыта и сгорела в 1930-е.
До революции входило в состав Шогринской Волости Ирбитского уезда.
21 апреля 2008 года на площади 880 квадратных метров сгорели 17 частных домов, в огне погиб пенсионер.

## Население
Согласно ревизской сказки 1834 года, в Сарафаново проживали: Беспамятных — 14 семей, Потоскуевы — 6 семей, Зайковы — 7 семей, Поздин — 2 семьи, Никоновы — 1 семья, Петуховы — 1 семья.
| 2002 | 2010 |
| ---- | ---- |
| 99   | ↘35  |

## Инфраструктура
В селе располагаются четыре улицы (Заречная, Садовая, Центральная, Южная) и переулок Садовый.